# Zündverteiler

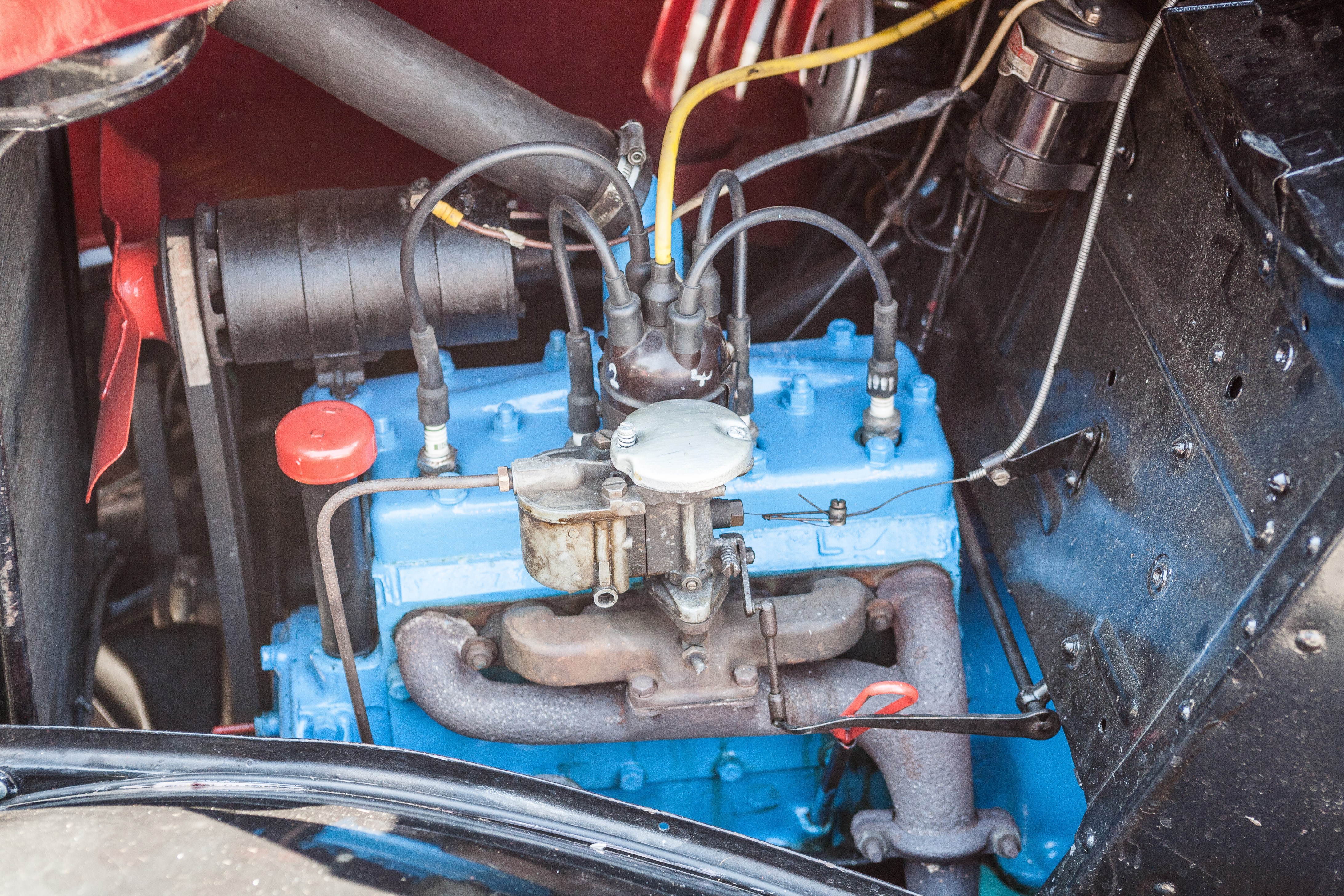
Zündverteiler auf einem historischen Vierzylindermotor

Der Zündverteiler ist eine Baugruppe der Zündanlage eines mehrzylindrigen Ottomotors, die mehrere Funktionen erfüllt:
- Die Auslösung des Zündfunkens durch den Zündunterbrecher (Zündkontakt, bei Kontaktzündung) bzw. Hallgeber (kontaktlose Zündung).
- Die Verteilung der in der Zündspule erzeugten Hochspannung an die Zündkerzen.
- Vereinzelt auch die Drehzahlbegrenzung des Motors.

Die Bezeichnung der Baugruppe fußt in der einzigen von außen erkennbaren Funktion der Hochspannungsverteilung, die anderen Funktionen finden von außen unsichtbar im Innern der Baugruppe statt.
Moderne Motoren besitzen weder Zündverteiler, Zündunterbrecher oder Hallgeber, sondern haben vollelektronische Zündanlagen, die ohne bewegliche Bauteile auskommen. Die Berechnung des Zündzeitpunktes erfolgt durch ein Steuergerät, das die Informationen, die früher der Verteiler lieferte, über eine verschleißfreie Messung der Kurbelwellenstellung erhält. Der Funken wird von Einzelfunken- oder Doppelfunkenspule(n) (eine Zündspule für jeweils zwei Zylinder, sogenannter „Wasted Spark“) erzeugt.
Einige Mehrzylindermotoren kamen trotz mechanischer Zündung ohne Zündverteiler aus, darunter die Zweizylindermotoren von Trabant, Fiat Panda und der Dreizylindermotor des Wartburg.

## Aufbau

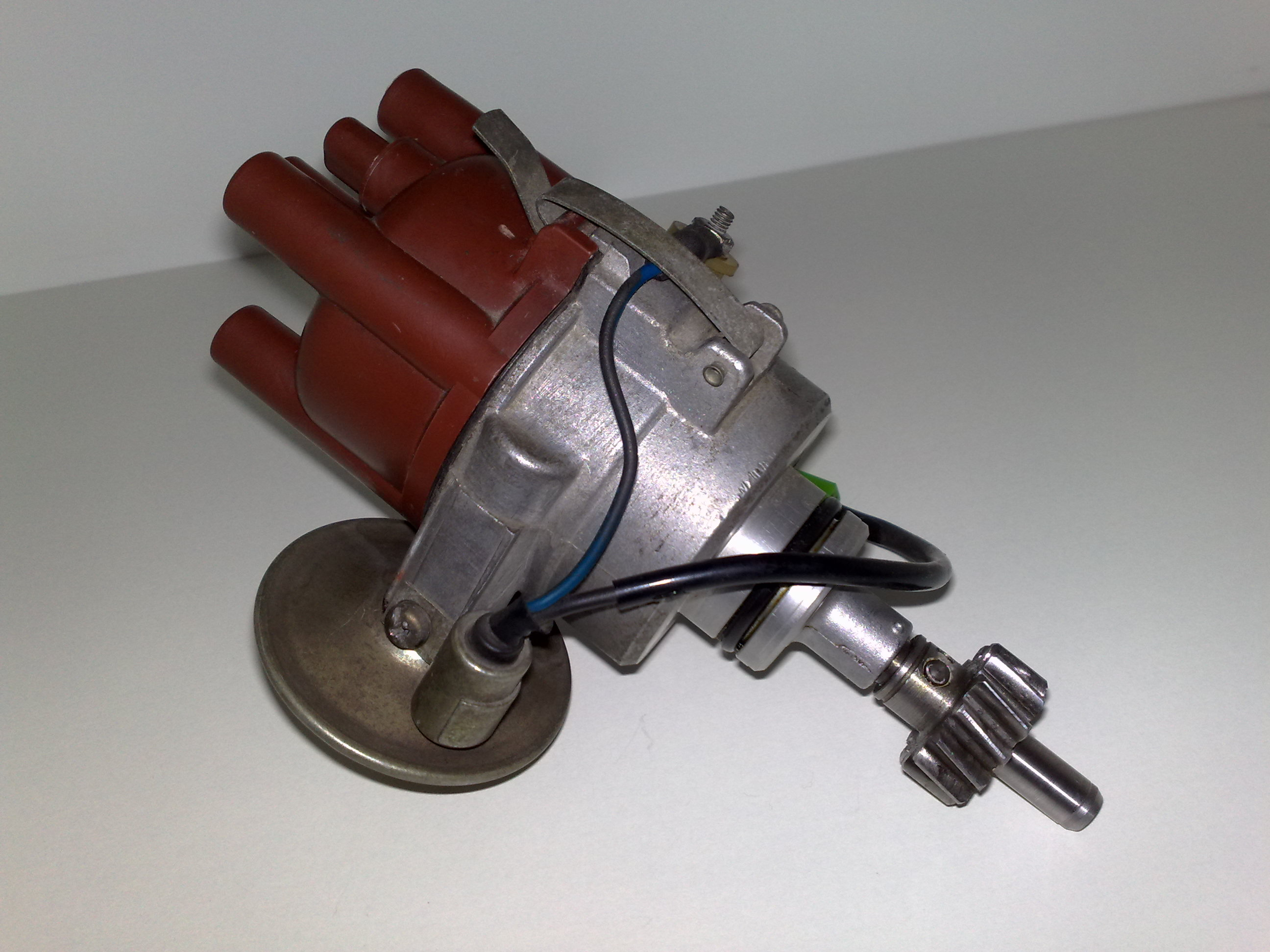
Ausgebauter Zündverteiler, bestehend aus Kappe und Unterteil. Links unten Unterdruckdose und Kondensator. Rechts unten das Zahnrad für den Antrieb

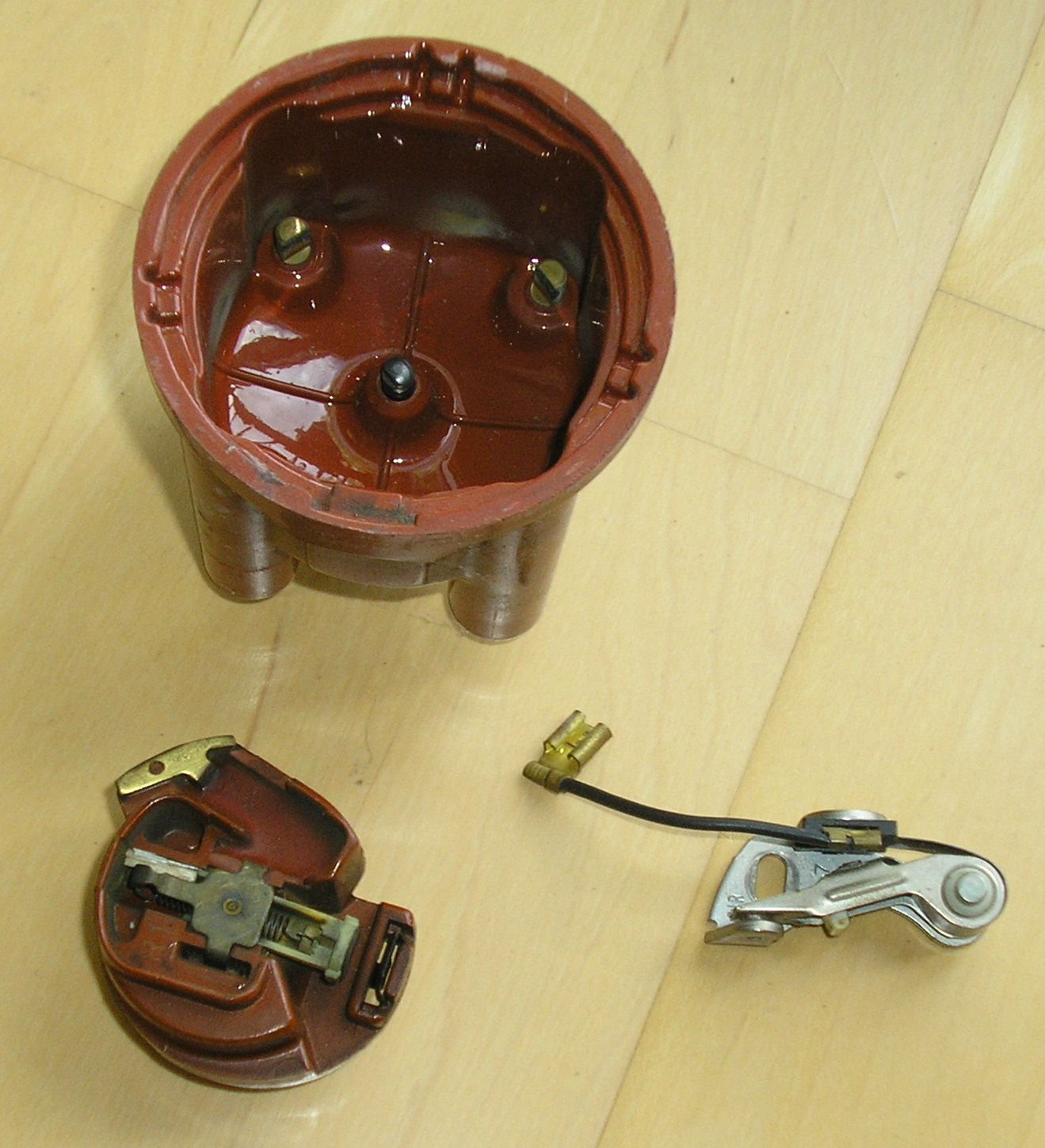
Zündverteilerteile eines Vierzylindermotors (VW-Bus T2)
Oben: Verteilerkappe mit den Kontaktflächen. In deren Mitte die Schleifkohle des Anschlusses der Zündspule (Klemme 4)
Unten links: Verteilerläufer mit Fliehkraft-Drehzahlbegrenzer
(Schieber mit Schraubenfeder)
Unten rechts: Zündunterbrecher

Die Baugruppe ist in der Regel in einem Gehäuse untergebracht: Das Kopfteil besteht aus der Verteilerkappe, auf der außen in der Zündfolge des Motors die zu den Zündkerzen führenden Zündkabel sowie das Hochspannungskabel von der Zündspule kommend aufgesteckt sind. Auf der Innenseite der Kappe befinden sich Kontaktflächen. Unter der Verteilerkappe rotiert der auf die Verteilerwelle gesteckte Verteilerläufer (auch „Verteilerfinger“ genannt), an dessen Spitze eine Kontaktfläche angebracht ist. Zum Zeitpunkt der Zündung befindet sich die Kontaktfläche am Verteilerläufer direkt bei der Kontaktfläche des entsprechenden Zylinders in der Verteilerkappe. Es besteht jedoch kein direkter Kontakt; der schmale Spalt zwischen den Kontakten wird von der Hochspannung übersprungen. Obwohl kein mechanischer Abrieb an den Kontaktflächen auftritt, entsteht durch den Abbrand des Hochspannungsfunkens Verschleiß an den Kontaktflächen von Läufer und Kappe.
Im Verteilerläufer ist oft ein Entstörwiderstand integriert, um hochfrequente Störungen zu verringern. Verschiedene Motoren (etwa bis Mitte der 1980er Jahre) mit Kontakt- oder Transistorzündung haben Verteilerläufer mit einem durch Federkraft arbeitenden Fliehkraft-Drehzahlbegrenzer: Oberhalb einer definierten Drehzahl wird die erzeugte Hochspannung gegen Masse (Karosserie) abgeführt und damit keine Zündspannung mehr an die Zündkerzen weitergeleitet.
Unter dem Verteilerläufer befinden sich, meistens durch eine Kunststoffkappe abgedeckt, der Zündunterbrecher, der Zündkondensator (oft an der Außenseite angebracht) und die Einrichtungen zur drehzahlabhängigen Verstellung des Zündzeitpunktes (durch Unterdruck oder durch Fliehkraft). Bei den heute üblichen kontaktlosen Zündanlagen ist der Zündunterbrecher durch einen elektromagnetischen Geber (Hallgeber) ersetzt, der nicht zwingend im Zündverteiler angeordnet sein muss, sondern sich auch an der Kurbelwelle oder der Schwungscheibe befinden kann.

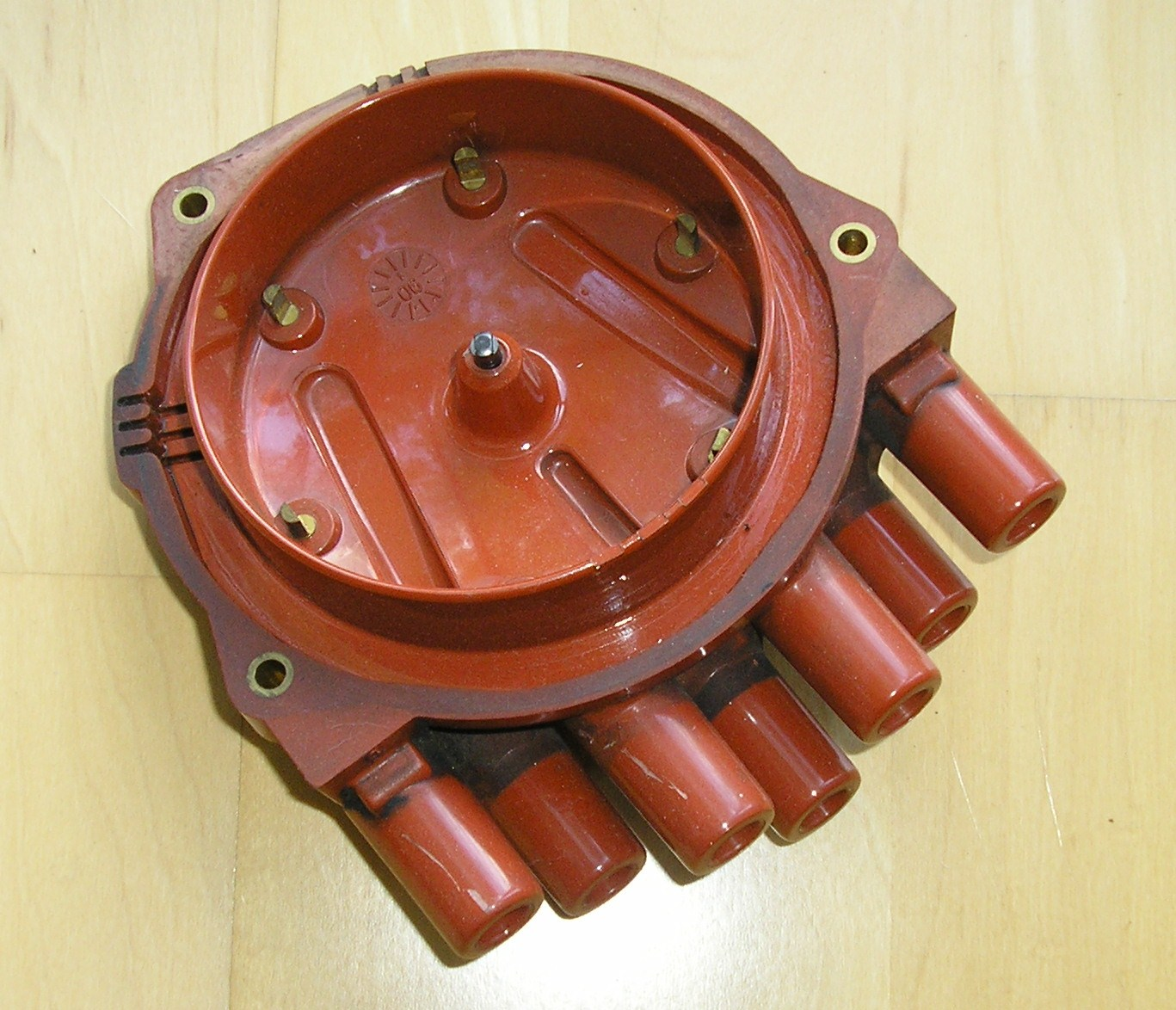
Kappe des Hochspannungs-
verteilers aus einem Sechszylindermotor mit Motronic

Im unteren Teil des Gehäuses ist die Verteilerwelle gelagert. Am oberen Ende hat sie eine Aufnahme für den Verteilerläufer, auf die dieser verdrehsicher aufgesteckt wird. Darunter hat die Verteilerwelle bei einer kontaktgesteuerten Zündanlage eine der Zylinderzahl des Motors entsprechende Anzahl von Zündnocken. Bei einem Vierzylindermotor ist der Querschnitt der Verteilerwelle im Bereich der Zündnocken ein Quadrat mit stark gerundeten Ecken. Die Zündnocken betätigen den Unterbrecherkontakt. Bei der kontaktlosen Zündung ist eine rotierende Blende eingebaut, die den Hallgeber steuert. Am unteren Ende der Verteilerwelle ist ein Kupplungsstück, über das sie angetrieben wird.
Da bei Viertaktmotoren die Verteilerwelle mit Nockenwellendrehzahl (= halbe Kurbelwellendrehzahl) rotiert, wird sie oft direkt von der Nockenwelle angetrieben, wobei der Verteiler an einem Ende der Nockenwelle angeordnet ist. Bei Volkswagen-Boxermotoren z. B. wird die Welle des Verteilers und der Ölpumpe über Schraubenräder von der Nockenwelle aus angetrieben. Dies war bei Motoren mit untenliegender Nockenwelle weit verbreitet.
Bei verschiedenen modernen Zündanlagen wie z. B. der Motronic von Bosch hat der Zündverteiler ausschließlich die Funktion der Hochspannungsverteilung. Zündzeitpunkt und Drehzahlbegrenzung wird direkt vom Motor-Steuergerät bestimmt. Es gibt auch Zündverteiler für Doppelzündung.

## Funktion
Beim Umlauf der Verteilerwelle wird der Zündkontakt von jedem Zündnocken (deren Anzahl gleich der Zylinderzahl des Motors ist), geöffnet und geschlossen. Beim Öffnen der Kontakte wird der Stromkreis der Zündspulen-Primärwicklung unterbrochen. Daraufhin bricht in ihr das Magnetfeld zusammen und induziert in der Sekundärwicklung der Zündspule eine Hochspannung, die von der Zündspule (Normbezeichnung: Klemme 4) an die zentrale Klemme 4 in der Kappe des Zündverteilers geleitet wird. Der auf dem oberen Teil der Verteilerwelle befindliche Verteilerläufer leitet die Hochspannung auf die Anschlüsse der zu den Zündkerzen führenden Zündkabel. Die Verteilerwelle dreht sich mit Nockenwellen- (bei Viertaktmotoren) oder Kurbelwellendrehzahl (bei Zweitaktmotoren).

## Zündzeitpunkt
Der Zündzeitpunkt ist der Moment, in dem der Zündkontakt den Primärstromkreis der Zündspule unterbricht und durch das zusammenbrechende Magnetfeld der Primärwicklung in der Sekundärwicklung die Hochspannung induziert wird. Diese springt in Form eines Funkens an der Zündkerze über und entzündet das Kraftstoff-Luft-Gemisch.
Der Zeitpunkt des Abhebens der Kontakte und damit der Zündzeitpunkt wird durch Verdrehen des Verteiler-Gehäuses verändert.
Da es eine kurze Zeit dauert, bis der Verbrennungshöchstdruck nach der Zündung durch den Zündfunken erreicht ist, liegt der Zündzeitpunkt immer kurz vor dem oberen Totpunkt des Kolbens im Arbeitstakt, damit der maximale Druck im richtigen Moment auf den Kolben wirkt. Eine Veränderung des Zündzeitpunktes hat somit Auswirkung auf die Leistung und Lebensdauer des Motors. Daher muss die Angabe des Herstellers beachtet werden.

### Zündzeitpunktverstellung
Damit der Motor in allen Drehzahlbereichen optimale Leistungs- und Abgaswerte erreicht, muss der Zündzeitpunkt je nach Betriebszustand verstellt werden.
Unterdruckverstellung
Die Verstellung wirkt vor allem beim Beschleunigen im unteren Drehzahlbereich. Sie erfolgt über eine Membrandose (Unterdruckdose) am Zündverteiler, die durch den Unterdruck nahe der Drosselklappe im Ansaugtrakt angesteuert wird. Über eine mit der Membran verbundene Zugstange wird die Kontaktplatte des Unterbrechers in Richtung Frühzündung verdreht. Bei manchen Verteilern ist für den Betriebszustand Leerlauf/Schiebebetrieb eine zweite „Spätdose“ vorhanden, die den Zündzeitpunkt zur Abgasverbesserung wieder in Richtung „spät“ verschiebt, jedoch der Frühzündungsverstellung mit Unterdruck- bzw. Fliehkraft untergeordnet ist.
Fliehkraftverstellung

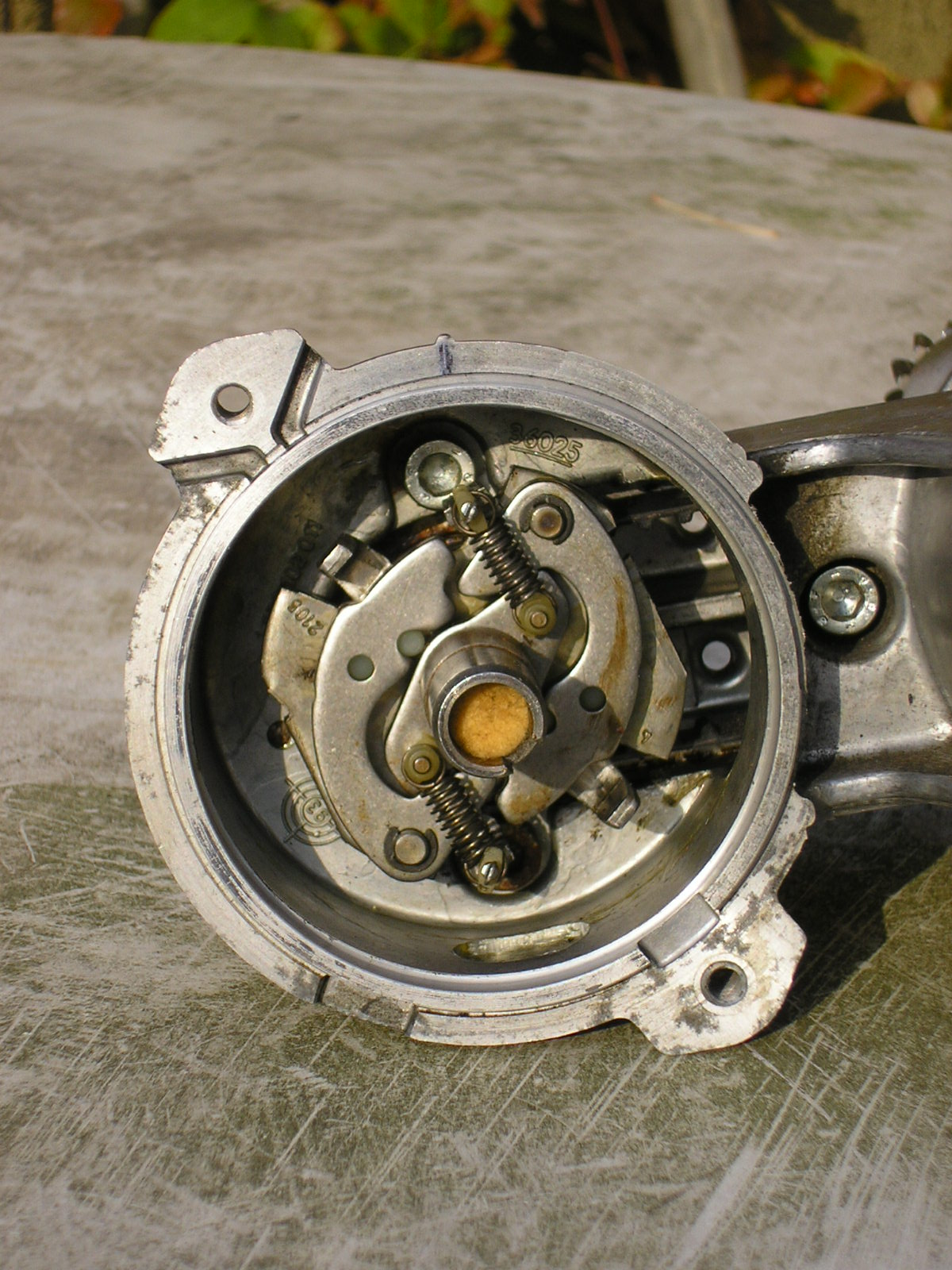
Fliehkraft-Verstelleinrichtung

Sie kommt erst im oberen Drehzahlbereich zur Wirkung. Auf der Verteilerwelle befindet sich eine mitdrehende Achsplatte mit an Rückholfedern angebrachten Fliehgewichten, die bei steigender Drehzahl nach außen gedrückt werden. Hier wird über weitere Mechanik der Zündnocken auf der Verteilerwelle in Richtung „Frühzündung“ verdreht. Durch die Form und Masse der Fliehgewichte und die Federkennlinie der Rückholfedern entsteht eine dem Motor angepasste Zündverstell-Kennlinie.
Drehzahlbegrenzung
Um eine zu hohe Drehzahl des Motors zu verhindern, ist bei einigen Konstruktionen zusätzlich ein Fliehkraft-Drehzahlbegrenzer eingebaut. Dieser bewirkt mit einem speziellen Verteilerfinger, dass oberhalb der Abschaltdrehzahl die Hochspannung direkt an Masse abgeführt wird. Mangels Zündfunke beginnt der Motor dann zu „stottern“ und die Drehzahl reduziert sich wieder. Bei modernen Fahrzeugen wird die Drehzahlbegrenzung über die elektronische Motorsteuerung realisiert, die ab einer Höchstdrehzahl dem Motor keinen Kraftstoff mehr zuteilt. Zur Vermeidung von Schäden am Fahrzeugkatalysator kommt bei Kat-Fahrzeugen nur letztere Variante in Frage, da anderenfalls unverbrannter Kraftstoff in den Katalysator gelangt und ihn beschädigen kann.

## Funktionsprüfung
Die korrekte Funktion des Hochspannungsteils einer Zündanlage kann mit Abziehen eines Kerzensteckers und einer separaten, gegen Masse gehaltenen Zündkerze erkannt werden (Vorsicht Hochspannung!). Dabei ist eine stabile Verbindung sehr wichtig. Ist diese, auch nur kurz, unterbrochen, können durch die dann entstehenden Spannungsspitzen elektronische Bauteile zerstört werden. Bei älteren kontaktgesteuerten Zündanlagen mit rein mechanischem Unterbrecher besteht diese Gefahr nicht.
Der Zündzeitpunkt kann im Stand mit einer einfachen Prüflampe geprüft werden. Bei laufendem Motor wird er mit einer Stroboskoplampe oder mit einem Prüfcomputer ermittelt. Die Diagnose mit einem Motortester und die Ermittlung eines Oszilloskopbildes der Zündanlage ist jedoch vorzuziehen, um ein genaues Bild von der kompletten Zündanlage zu bekommen.

## Funktionsstörungen
Der Kontaktabstand des Unterbrechers beträgt in der Regel 0,4 mm. Durch Verschleiß an der Lagerung beweglicher Bauteile und durch altersbedingte Kraftveränderungen der Rückholfedern (Fliehgewichte) kommt es zu Abweichungen in der Zündkurve. Bereits 0,1 mm Lagerspiel hat großen Einfluss auf die Motorleistung und den Rundlauf des Motors. Für ältere bzw. historische Fahrzeuge sind daher Zündverteiler entwickelt worden, bei denen der Zündkontakt durch einen Sensor ersetzt wurde. Die Fliehgewichte wurden durch eine Elektronik ersetzt. Die Verstell-Kennlinien sind für verschiedene Motoren und für verschiedene Nutzungszwecke vorprogrammiert und können über einen Schalter ausgewählt werden. Zum Teil erkennen diese Zündverteiler über einen Sensor kleinste Winkelfehler in der Drehbewegung und korrigieren diese durch Verlagerung des Zündzeitpunktes.